# Hibbertia andrewsiana
Hibbertia andrewsiana är en tvåhjärtbladig växtart som beskrevs av Friedrich Ludwig Diels. Hibbertia andrewsiana ingår i släktet Hibbertia och familjen Dilleniaceae. Inga underarter finns listade i Catalogue of Life.